# Ulf Schramm
Ulf Schramm (* 1933; † 30. August 1999) war ein deutscher Germanist.

## Leben
Nach einem Studium der Medizin (Staatsexamen 1958, Promotion 1960) studierte er Germanistik, Altphilologie und Philosophie in Tübingen und Berlin. Nach der Promotion zum Dr. phil. an der FU Berlin am 10. Juni 1966 und der Habilitation 1972 war er Professor für Neuere deutsche Literatur an der FU Berlin.
Seine Forschungsschwerpunkte waren moderner Roman, bes. Robert Musil; materialistische Literaturwissenschaft und das bürgerliche Trauerspiel.
1961 heiratete Ulf Schramm die Erziehungswissenschaftlerin und Politikerin Hilde Schramm. Aus der Ehe gingen zwei Kinder hervor. Er starb 1999 an den Folgen einer Krebserkrankung.

## Schriften (Auswahl)
- Die formale und kausale Genese des Gehörgangs-Cholesteatoms. 1960, OCLC 314126273.
- Fiktion und Reflexion. Überlegungen zu Musil und Beckett. Frankfurt am Main 1967, OCLC 256117475.